# Världsmästerskapen i orientering 2016
Världsmästerskapen i orientering 2016 hölls den 20–28 augusti 2016 i Strömstad/Tanums kommun. Det var fjärde gången som Sverige arrangerade ett världsmästerskap i orienteringslöpning; senaste gången var 2004 i Västerås. Arrangörerna för tävlingen var 19 orienteringsklubbar i Västsverige, och totalt deltog över 800 volontärer. I samband med dessa tävlingar arrangerades även Världsmästerskapen i precisionsorientering 2016
Tävlingarna arrangerades på fyra olika arenor i Strömstad och Tanum. Sprintkvalet hölls vid Arena Strömsvallen, sprintfinal och sprintstafett hölls vid Arena Strömstad City. Medeldistansen arrangerades vid Arena Tanum (den enda tävlingen som hölls i Tanums kommun), långdistansen och stafetten arrangerades vid Arena Strömstad East. 
Samtidigt som VM arrangerades publiktävlingar med namnet "Rocky Orienteering Circus" med 6 deltävlingar. 3 av deltävlingarna var långdistans, 2 deltävlingar var medeldistans och en deltävling var sprint. ROC-tävlingarna arrangerades delvis på samma arenor som VM-tävlingarna vilket bidrog till mer publik för VM-tävlingarna. Under sista dagen på VM, under stafetterna, noterades 8 000 besökare på Arena Strömstad East.
VM ingick i Världscupen i orientering

## Program
| ● | Kval | ● | Final | P | Publiktävlingar | ● | Medaljceremoni |

| Sporter / Datum                            | 20/8 Lö | 20/8 Lö | 21/8 Sö | 22/8 Må | 23/8 Ti | 24/8 On | 25/8 To | 26/8 Fre | 27/8 Lö | 28/8 Sö |
| ------------------------------------------ | ------- | ------- | ------- | ------- | ------- | ------- | ------- | -------- | ------- | ------- |
| Världsmästerskapen i orientering           | Sp      | Sp      | SpSt    |         | M       |         | L       |          | St      |         |
| Världsmästerskapen i precisionsorientering |         |         |         |         | ●       | ●       |         | ●        | ●       |         |
| Publiktävling, Rocky Orienteering Circus   |         | Sp      | M       |         | M       | L       | M       |          | L       | L       |
| Medaljceremoni                             |         |         |         | ●       |         | ●       |         | ●        | ●       |         |

## Media
Det var VM-arrangörerna själva som producerade tv-sändningar från tävlingarna, som består av totalt 17 timmar livesändning. För deltagare och publik fanns det storbildsskärmar på arenorna som visade tv-produktionen. Sverige (SVT), Norge (NRK), Finland (YLE) samt Danmark (DR) visade tävlingarna live, medan Schweiz (SRF) sände hela tävlingarna i efterhand. Ytterligare 62 länder i Europa och Asien visade ett kortare sammandrag från tävlingarna via Fox Sports och Eurosport. I Sverige sände även Sveriges Radio live från mästerskapen.
Det fanns även en internationell livesändning via Internationella orienteringsförbundets hemsida mot en avgift. Det sändes även ett studioprogram som webb-tv gratis via IOFs hemsida.
TV-sändningarna från tävlingarna var framgångsrika, norska NRK hade en toppnotering på 324.000 tittare på långdistansen. I Sverige hade SVT toppnotering på drygt 200.000 på både sprintstafetten och damernas medeldistans.

## Bilder

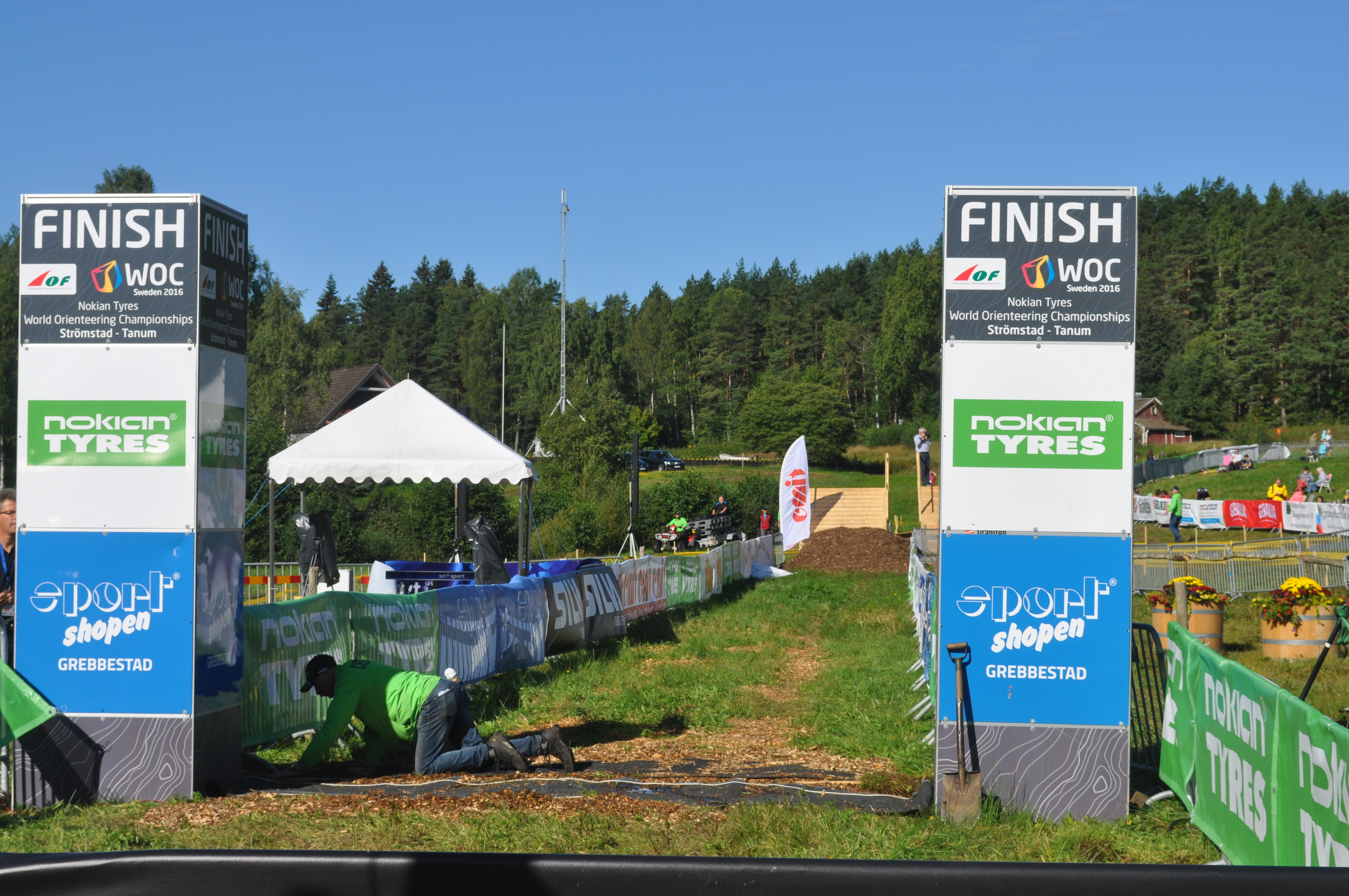
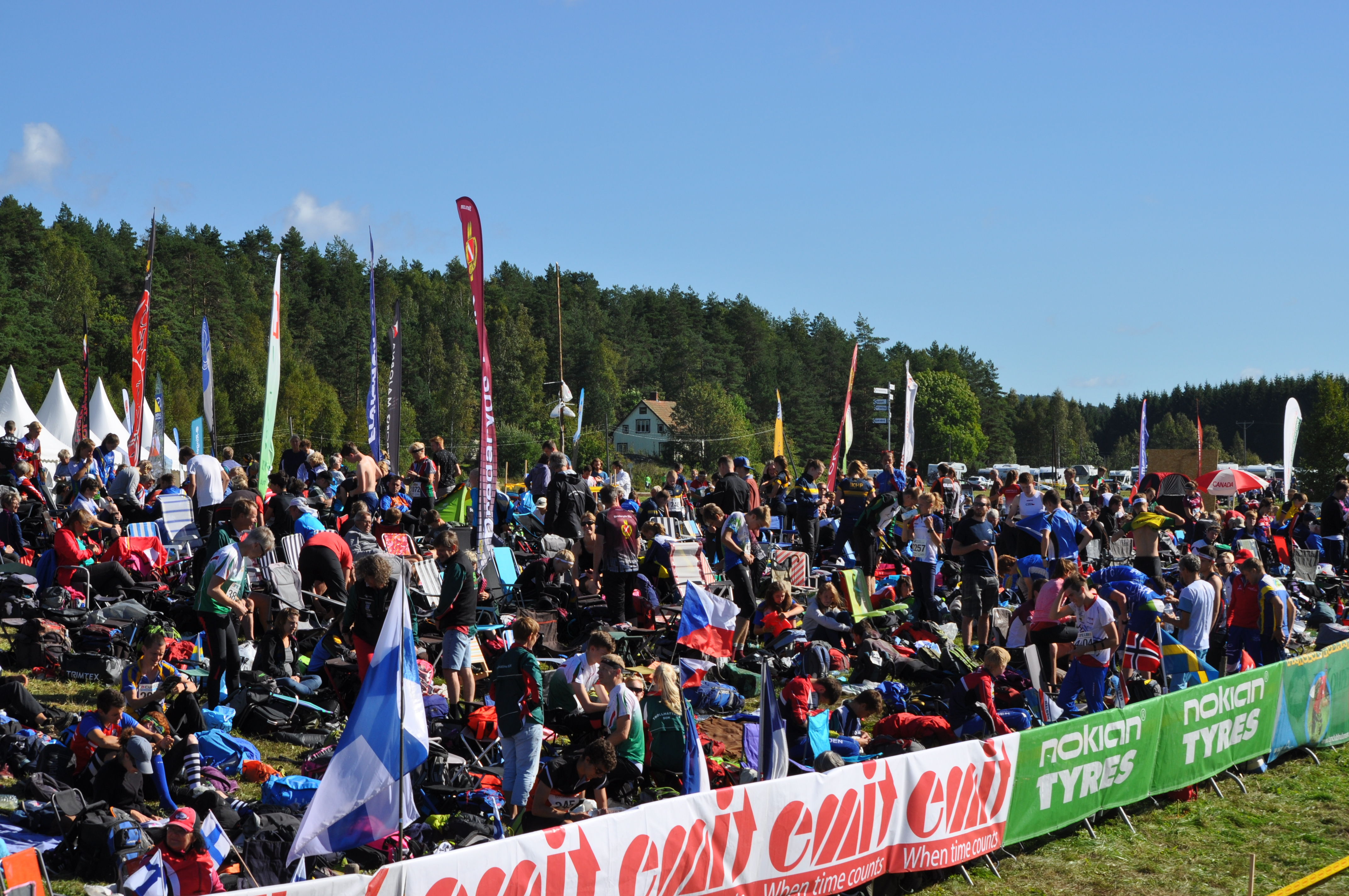
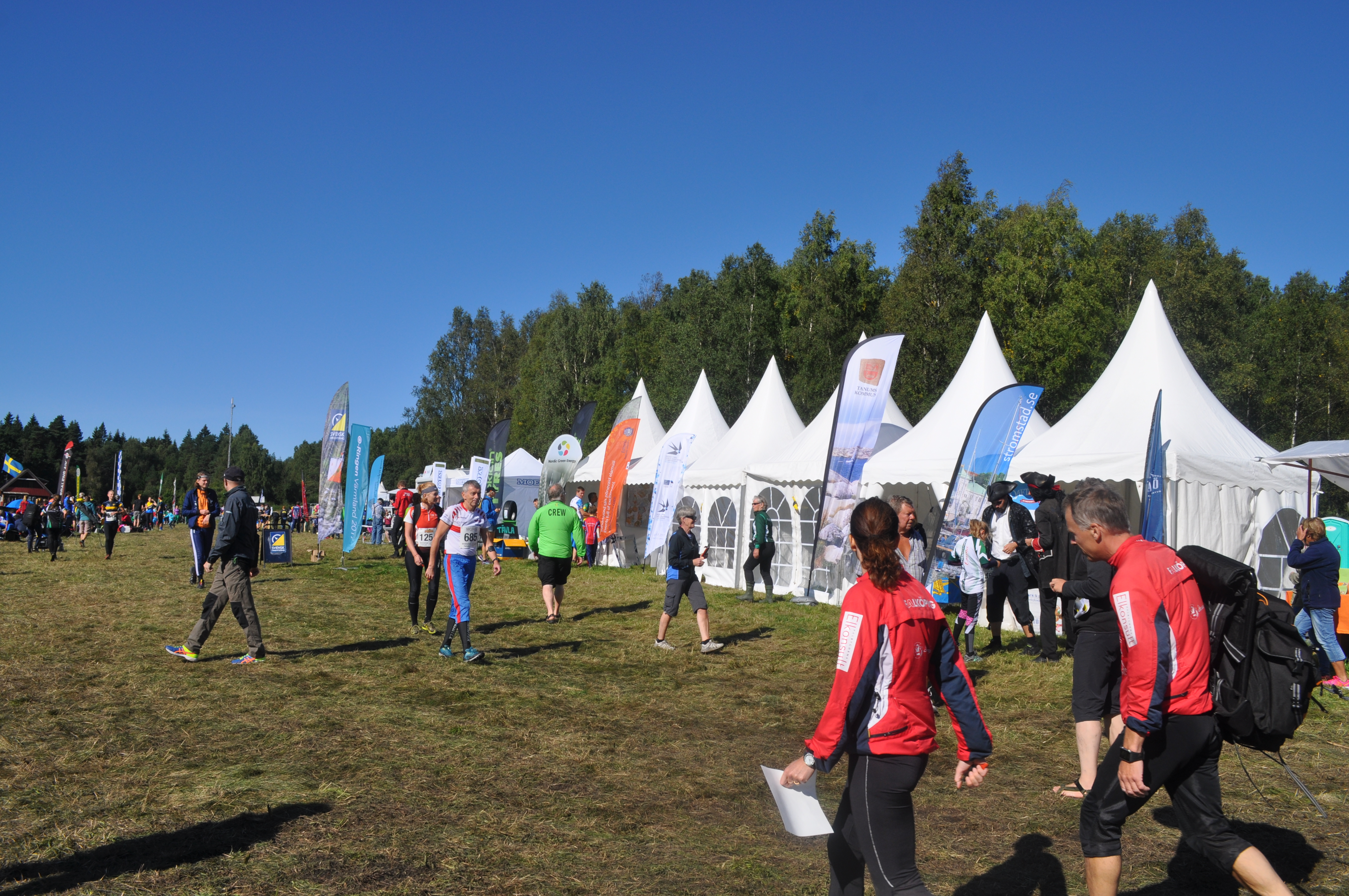
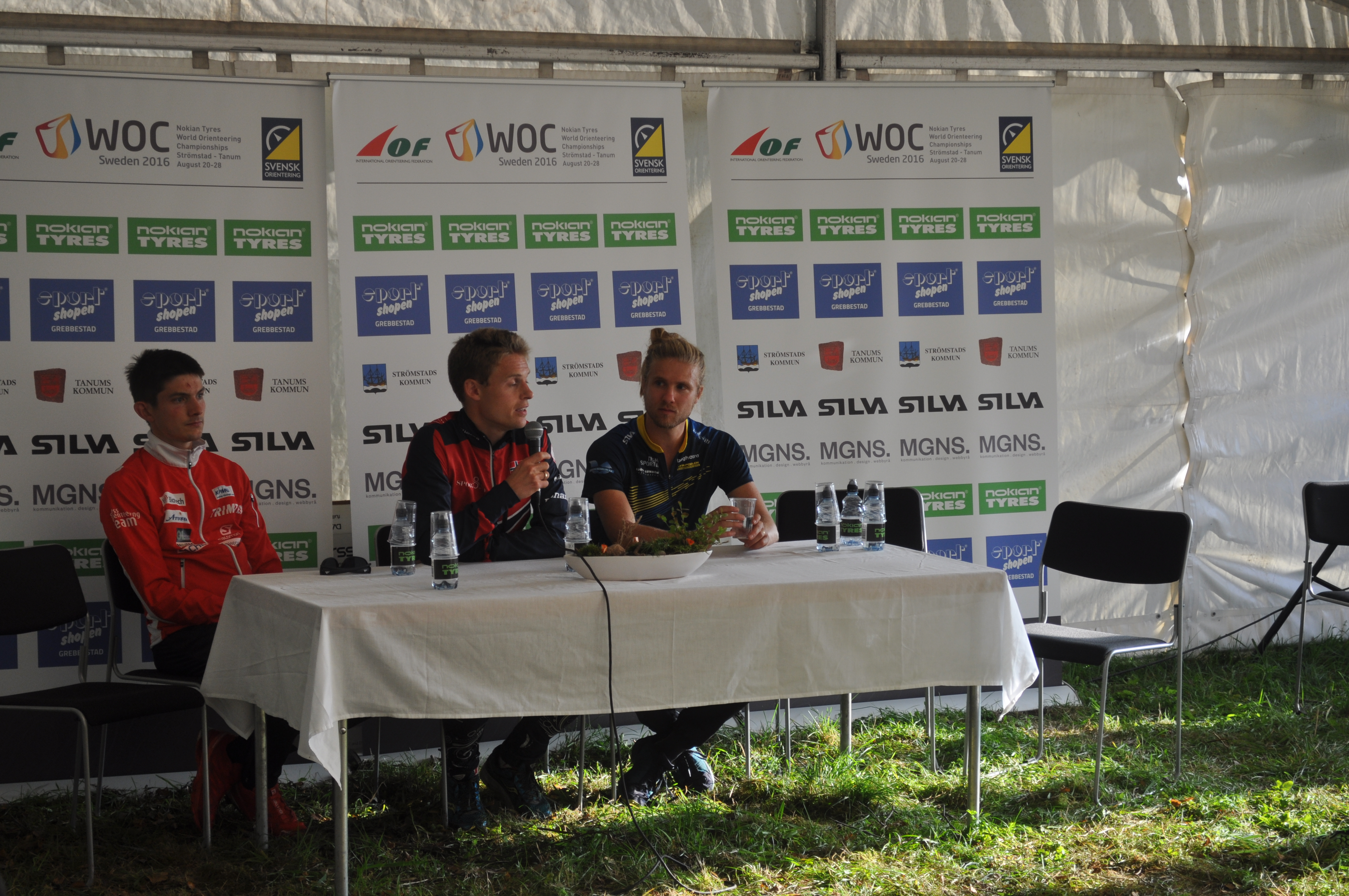
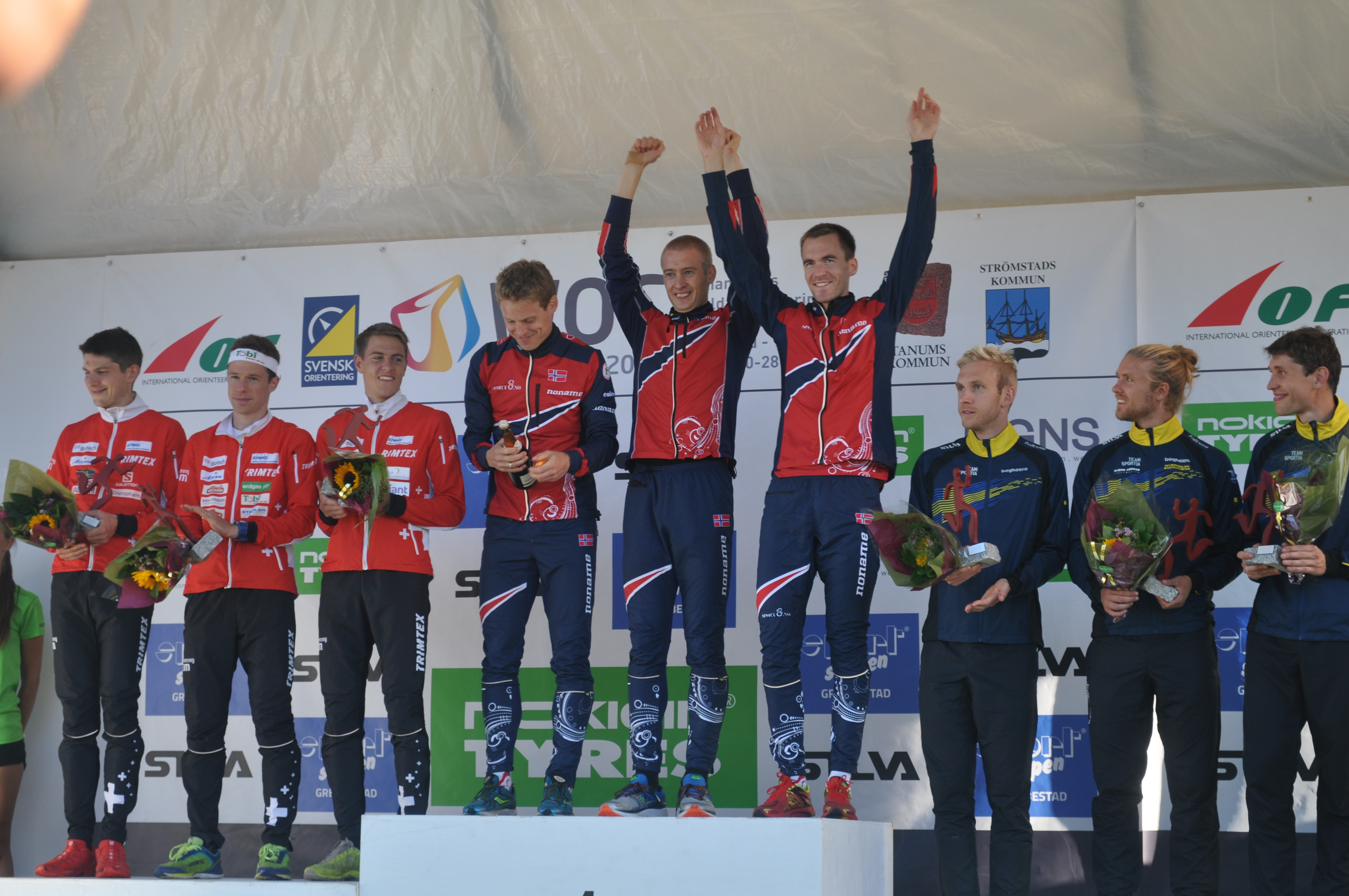
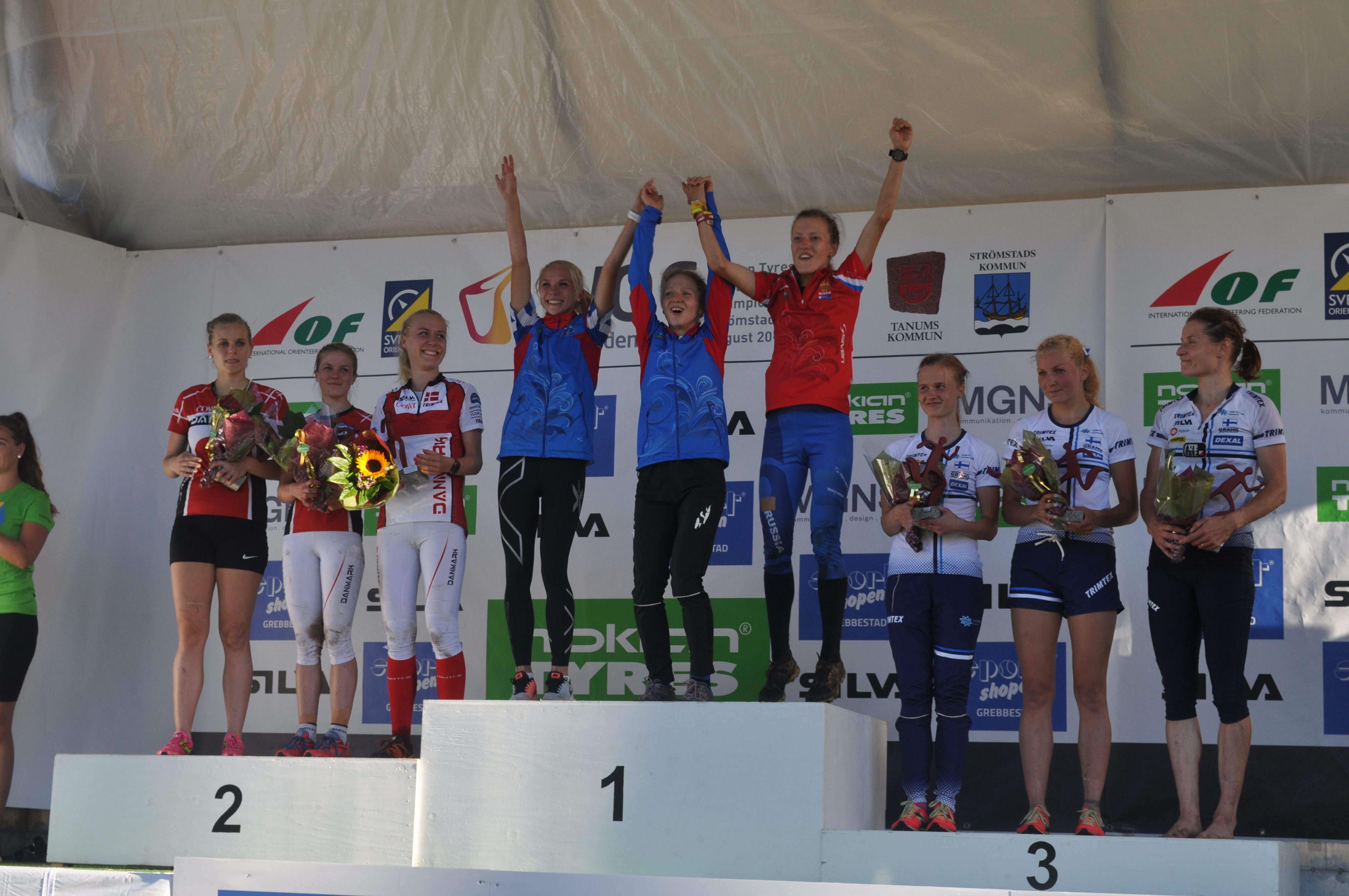

## Medaljörer

### Herrar

#### Långdistans[7]
1. Olav Lundanes  93.27
2. Thierry Gueorgiou  95.13
3. Daniel Hubmann  95.32

#### Medeldistans[8]
1. Matthias Kyburz  37.09
2. Olav Lundanes  37.23
3. Daniel Hubmann  37.32

#### Sprint
1. Jerker Lysell  Sverige 14.28,6
2. Matthias Kyburz  Schweiz 14.31,4
3. Daniel Hubmann  Schweiz 15.37,2

#### Stafett
1. Norge (Carl Godager Kaas, Olav Lundanes, Magne Daehli) 1.47.44
2. Schweiz (Fabian Hertner, Daniel Hubmann, Matthias Kyburz) 1.49.38
3. Sverige (Fredrik Bakkman, Gustav Bergman, William Lind) 1.52.23

### Damer

#### Långdistans[9]
1. Tove Alexandersson  86.24
2. Natalia Gemperle  86.50
3. Anne Margrethe Hausken Nordberg  88.25

#### Medeldistans[10]
1. Tove Alexandersson  33.57
2. Heidi Bagstevold  34.32
3. Natalia Gemperle  34.35

#### Sprint
1. Maja Alm  Danmark 14.27,9
2. Judith Wyder  Schweiz 14.53,6
3. Anastasia Denisova  Vitryssland 15.10,6

#### Stafett
1. Ryssland (Anastasia Rudnaya, Svetlana Mironova, Natalia Gemperle) 1.48.21
2. Danmark (Signe Klinting, Ida Bobach, Maja Alm) 1.48.53
3. Finland (Sari Anttonen, Marika Teini, Merja Rantanen) 1.49.41

### Mixed

#### Sprintstafett
1. Danmark (Cecilie Friberg Klysner, Tue Lassen, Søren Bobach, Maja Alm) 52.35
2. Schweiz (Rahel Friederich, Florian Howald, Martin Hubmann, Judith Wyder) 52.52
3. Sverige (Lina Strand, Gustav Bergman, Jonas Leandersson, Helena Jansson) 53.56

## Medaljliga
| Antal medaljer efter land | Antal medaljer efter land | Antal medaljer efter land | Antal medaljer efter land | Antal medaljer efter land | Antal medaljer efter land |
| Placering                 | Land                      | Guld                      | Silver                    | Brons                     | Summa                     |
| ------------------------- | ------------------------- | ------------------------- | ------------------------- | ------------------------- | ------------------------- |
|                           | Sverige                   | 3                         | -                         | 2                         | 5                         |
|                           | Norge                     | 2                         | 2                         | 1                         | 5                         |
|                           | Danmark                   | 2                         | 1                         | -                         | 3                         |
| 4.                        | Schweiz                   | 1                         | 4                         | 3                         | 8                         |
| 5.                        | Ryssland                  | 1                         | 1                         | 1                         | 3                         |
| 6.                        | Frankrike                 | -                         | 1                         | -                         | 1                         |
| 7.                        | Vitryssland               | -                         | -                         | 1                         | 1                         |
| 8.                        | Finland                   | -                         | -                         | 1                         | 1                         |